# Kapelle-op-den-Bos
Kapelle-op-den-Bos (fr. Capelle-au-Bois) – miejscowość i gmina (gemeente) w Belgii, w Regionie Flamandzkim, w prowincji Brabancja Flamandzka, w okręgu Halle-Vilvoorde. 1 stycznia 2024 roku liczyła 9703 mieszkańców.

## Podział administracyjny
W skład gminy wchodzą dwie dzielnice (deelgemeente):
- Nieuwenrode
- Ramsdonk

## Transport
W gminie znajduje się stacja kolejowa Kapelle-op-den-Bos.